# Pericles de Oliveira Ramos
Pericles de Oliveira Ramos (nacido el 2 de enero de 1975) es un exfutbolista brasileño que se desempeñaba como defensa.
Jugó para clubes como el Matsubara, Cerezo Osaka, Sagan Tosu y SC Tottori.

## Trayectoria

### Clubes
| Club         | País   | Año         |
| ------------ | ------ | ----------- |
| Matsubara    | Brasil | 1991 - 1995 |
| Cerezo Osaka | Japón  | 1998 - 2000 |
| Sagan Tosu   | Japón  | 2003        |
| SC Tottori   | Japón  | 2004        |